# Ansalbung
Ansalbung bezeichnet das bewusste Ausbringen durch Ansaat oder Anpflanzung gebietsfremder Pflanzen in die Natur mit dem Ziel der Bereicherung der Flora durch den Menschen. Andere bewusste Anpflanzungen von Neophyten in der freien Natur, zum Beispiel zu Zwecken des Garten- und Landschaftsbaus, sind daher keine Ansalbungen. Da Ansalbungen im Naturschutz als Florenverfälschung gelten, ist der Begriff grundsätzlich negativ belegt (vgl. auch die Wortbedeutung unten). Ansalbungen sind, wie alle Ausbringungen gebietsfremder Pflanzen, die nicht im Rahmen der land- oder forstwirtschaftlichen Nutzung stattfinden, in Deutschland nach § 40 des Bundesnaturschutzgesetzes genehmigungspflichtig.

## Etymologie
Der Botaniker Gerhard Wagenitz hat die Herkunft des Wortes „ansalben“ wiederentdeckt, da er in der wissenschaftlichen Literatur keine Etymologie finden konnte, obwohl das Wort allgemein als botanischer Fachausdruck benutzt wird. Demnach lässt sich das Wort auf eine Stelle in dem 1842 endgültig vollendeten Roman Alessandro Manzonis I Promessi Sposi (deutsch: Die Verlobten oder Die Brautleute) zurückführen. Dort ist davon die Rede, dass bei der Pestepidemie in Mailand im Jahre 1630 Leute, vor allem Fremde, verdächtigt wurden, durch das Bestreichen von Mauern mit entsprechenden Salben das „Gift“ der Pest zu verbreiten, d. h. die Seuche „anzusalben“. Da sich Manzoni für seinen Roman auf historische Quellen stützte, vor allem ein Werk Ripamontis, dürfte dieser Vorwurf von den Mailändern des Jahres 1630 wohl tatsächlich so erhoben worden sein. Manzonis Roman war im 19. Jahrhundert in Übersetzungen im deutschen Sprachraum so verbreitet, dass der Berliner Botaniker Wilhelm Vatke (1849–1889) den Ausdruck „ansalben“ auf botanische Verhältnisse übertragen konnte, offenbar ohne dass hierbei nähere Erläuterungen erforderlich waren, weil die (negative) Bedeutung allgemein klar war. Anschließend geriet der Roman in Deutschland in Vergessenheit, aber das Wort „ansalben“ war in der Botanik eingeführt und wurde verwendet, ohne dass eine Definition vorlag.

## Ansalbungsmotive
Ansalbungen gab es bereits im 19. Jahrhundert, der Hochzeit der sogenannten Akklimatisationsgesellschaften, als Liebhaber der Botanik gezielt versuchten, die Natur durch Ausbringung neuer Arten zu bereichern. Eine der am häufigsten an als „wüst und leer“ empfundenen städtischen Mauern angesalbte Art ist das Zimbelkraut, das wie viele andere angesalbte Arten schön und reichlich blüht.
Oftmals werden Ansalbungen auch als individueller Beitrag zur Erhaltung der angesalbten, manchmal seltenen Arten und damit zum Naturschutz verstanden. Dies wird von Biologen kritisch gesehen, da derartige Aktionen nur im Rahmen konzeptreicher Wiederansiedlungs- und Populationsstützungsmaßnahmen ablaufen sollten.
Ein letztes Motiv für Ansalbung insbesondere seltener und damit wissenschaftlich interessanter Arten außerhalb ihres natürlichen Verbreitungsgebietes besteht darin, anschließend als Finder dieser Arten auftreten und die Funde entsprechend wissenschaftlich publizieren zu können oder Botaniker durch das Auftreten nicht-heimischer Arten zu verwirren (wie dies für die Ansalbung des invasiven Amerikanischen Stinktierkohls im Taunus vermutet wird).
Alle Formen dieser „Naturbereicherung“ werden vom Naturschutz als Eingreifen in natürliche Abläufe betrachtet und wie die Ausbringung gebietsfremder Arten generell von der Invasionsbiologie kritisch gesehen. Neben möglichen ökologischen Auswirkungen werden durch Ansalbungen auch natürliche Arealgrenzen und die natürliche Häufigkeit zum Beispiel von gefährdeten Arten der Roten Listen verschleiert.

## Häufig angesalbte Pflanzen
Der Invasionsbiologe Kowarik hat für angesalbte Arten folgende Typen herausgearbeitet:

### Ansalbung einheimischer Arten
- Ansalbung von Alpenpflanzen wie beispielsweise Sempervivum-Arten oder Edelweiß auf Felsstandorten der Mittelgebirge. Hier ist vor allem der Wunsch nach einer Bereicherung der Natur durch attraktive Pflanzen ausschlaggebend.
- Ansalbung einheimischer Wasser- und Sumpfpflanzenarten. Insbesondere an Gewässern wurden zur vermeintlichen ökologischen Aufwertung oft Ufer- und Wasserpflanzen eingesetzt, die in der näheren Region niemals autochthon (heimisch) waren. Beispiele dafür wären die Ausbringung der Sumpfdotterblume, Sumpf-Schwertlilie und der Sibirischen Schwertlilie an Standorten, an denen sie normalerweise nicht vorkommen.
- Ansalbung floristischer Seltenheiten, die im Gebiet heimisch sind, dort aber stark rückläufig oder bereits ausgestorben, wie z. B. viele einheimische Orchideen und Pflanzenarten der Magerrasen.
- Ansalbung attraktiv blühender Arten, die zwar in Mitteleuropa heimisch sind, in diesem Gebiet jedoch fehlen. Dies gilt zum Beispiel für den Diptam, der sich auf diese Weise in Oberfranken einbürgerte.

### Ansalbung nichtheimischer Arten
- Wasser- und Sumpfpflanzen. Dies geschieht besonders häufig aus dem Wunsch nach Naturbereicherung durch fremde Arten. Eines der ältesten Beispiele mit ausgesprochen negativen Folgen war die Ausbringung der Kanadischen Wasserpest. An der Aussetzung waren die Mitarbeiter des Berliner Botanischen Gartens beteiligt, die 1859 diese Pflanze an drei Seen im Berliner Umland ausbrachten.
- Pflanzen oligotropher Moore. Es handelt sich dabei vor allem um Heidekrautgewächse.
- Mauer-Pflanzen wie etwa das Zimbelkraut oder der Gelbe Lerchensporn, die ganz gezielt zur Bereicherung der Stadtnatur ausgebracht wurden.

Siehe auch: Florenverfälschung, Neophyten, Ethelochorie